# Der Arzt von Drüben
Der Arzt von Drüben ist ein Roman von Hans Blickensdörfer und wurde von ihm im Jahre 1988 veröffentlicht. Der Roman erzählt die Geschichte des Spions Günther Tressel, der mit seiner Frau in der DDR inhaftiert wird.

## Inhalt
Der Arzt von Drüben erzählt die Geschichte des Spions und Charité-Arztes Günther Ewert, der in dem Roman als Dr. Günther Tressel in die Fänge des Staatssicherheitsdienstes der DDR gerät und zu sieben Jahren Gefängnis verurteilt wird. Hans Blickensdörfer beschreibt eine deutsch-deutsche Geschichte, die sich wirklich ereignet hat. Das Buch erlangte durch die Authentizität der Geschichte und besonders durch den Veröffentlichungszeitpunkt kurz vor dem Fall der Mauer innerdeutsche Bekanntheit.

## Quelle
1. ↑  „Werkstatt Geschichte 1“, Ergebnisse Verlag, Hamburg 1992, S. 35–40.